# Балка Червона
Ба́лка Черво́на — річка в Україні, у Криворізькому районі Дніпропетровської області. Права притока Саксагані (басейн Дніпра).

## Опис
Довжина річки 12 км, похил річки — 5,6 м/км. Площа басейну 69,7 км². Місцями пересихає.

## Розташування
Бере початок у селі Красна Балка. Спочатку тече на північний схід через Новоіванівку, потім на південний схід через північно-східну частину міста Кривий Ріг понад Тернівським парком і впадає у річку Саксагань, ліву притоку Інгульця.

## Цікавий факт
- У селі Красна Балка на правому березі річки розташований скит Покровського жіночого монастиря.